# Форново-ді-Таро
Форново-ді-Таро (італ. Fornovo di Taro) — муніципалітет в Італії, у регіоні Емілія-Романья,  провінція Парма.
Форново-ді-Таро розташоване на відстані близько 370 км на північний захід від Рима, 105 км на захід від Болоньї, 23 км на південний захід від Парми.
Населення — 6171 особа (2014).

## Демографія
Населення за роками:

Станом на 1 січня 2023 року в муніципалітеті офіційно проживало 887 іноземців з 49 країн, серед них 122 громадяни країн Євросоюзу та 17 громадян України.

## Сусідні муніципалітети
- Коллеккьо
- Медезано
- Сала-Баганца
- Соліньяно
- Теренцо
- Варано-де'-Мелегарі